# Rettenbach (Spitzenbach)
Der Rettenbach ist ein linker Zufluss des Spitzenbaches bei St. Gallen, Bezirk Liezen,  Steiermark, Österreich.

## Verlauf
Der Rettenbach entspringt nordwestlich des Ennsbaums auf ca. 1140 m ü. A. und fließt zunächst nordöstlich bis zum Gehöft Ennsbaumer, wo er eine Wendung nach Süden macht. Er mündet flussabwärts der Mündung des Eitelgrabens auf ca. 535 m ü. A. in den Spitzenbach. Der Bach hat eine Gesamtlänge von 3,260 km. 